# Abdarainurus
Abdarainurus barsboldi
Genre
Espèce
Abdarainurus (qui signifie « queue d'Abdrant Nuru » d'après la localité holotype) est un genre fossile de dinosaures titanosaures assigné aux Somphospondyli de la formation Alagteeg en Mongolie. Le type et la seule espèce est Abdarainurus barsboldi. Abdarainurus n'est pas connu à partir de nombreux restes ; il est seulement connu à partir de huit vertèbres caudales antérieures et d'une vertèbre caudale médiane et de plusieurs chevrons.

## Découverte et dénomination

Comparaison hypothétique de reconstruction/taille d'Abdarainurus avec un humain pour référence.

L'holotype, PIN 5669/1, a été découvert en 1970 à Abdrant Nuru, d'où le nom du genre, lors d'une expédition paléontologique conjointe soviéto-mongole et a été dégagé par le vice-président Tverdokhlebov de l'Université d'État de Saratov. Les fossiles n'ont pas été préparés jusqu'en 2000 au moins, lorsque le paléontologue Andrei Podlesnow a révélé qu'ils appartenaient probablement à un nouveau genre de sauropode. L'espèce Abdarainurus barsboldi a été nommée en février 2020 par Averianov et Lopatin,.

## Paléoécologie
Abdarainurus a été découvert dans la localité d'Abdrant Nuru de la formation d'Alagteeg (qui peut être la même unité que la formation sus-jacente de Djadochta et a coexisté avec l'ankylosaure Pinacosaurus sp., des tortues et des dinosaures indéterminés.

### Publication originale
- [2020] (en) Alexander O. Averianov et Alexey V. Lopatin, « An unusual new sauropod dinosaur from the Late Cretaceous of Mongolia », Journal of Systematic Palaeontology, vol. 18, no 12,‎ 11 février 2020, p. 1009–1032 (ISSN 1477-2019 et 1478-0941, DOI 10.1080/14772019.2020.1716402, lire en ligne [archive], consulté le 15 avril 2022).